# Ramaria rosella
Ramaria rosella är en svampart som beskrevs av R.H. Petersen 1986. Ramaria rosella ingår i släktet Ramaria och familjen Gomphaceae.   Inga underarter finns listade i Catalogue of Life.